# Větevníčkovití
Větevníčkovití (Anthribidae) je čeleď brouků známých také jako houboví nosatci. Mají nosec (rostrum) širší než praví nosatci. Niťovitá tykadla nejsou zahnutá, někdy mohou být delší než tělo a jsou nejdelší u všech členů Curculionoidea. Brouci jsou pokryti chloupky a šupinami, které často na jejich těle vytvářejí dvoubarevné vzory. Jejich velikost se pohybuje od 0,5 mm do 38 mm. Larvy se vyvíjejí v tlejícím dřevě, houbách a rostlinných tkáních. Dospělí brouci většinou ožírají houby, kromě toho se objevují také na větvičkách a pod kůrou stromů.
Vyskytují se celosvětově, zvláště v tropických oblastech.
V čeledi se vyskytují druhy dravé, býložravé a fungivorní. Celkově je známo asi 4000 druhů. V Česku a na Slovensku jich bylo zjištěno 27.

## Vybrané rody
- Anthribus
- Euciodes
- Euparius
- Eurymycter
- Goniocloeus